# Bill Allcock
Clarence William Allcock (sinh ngày 18 tháng 7 năm 1907) là một cầu thủ bóng đá người Anh thi đấu ở Football League ở vị trí hậu vệ cho Bradford Park Avenue và Barrow. Ông sinh ra ở Codnor.